# Reserva Natural Provincial do Lago Centenário

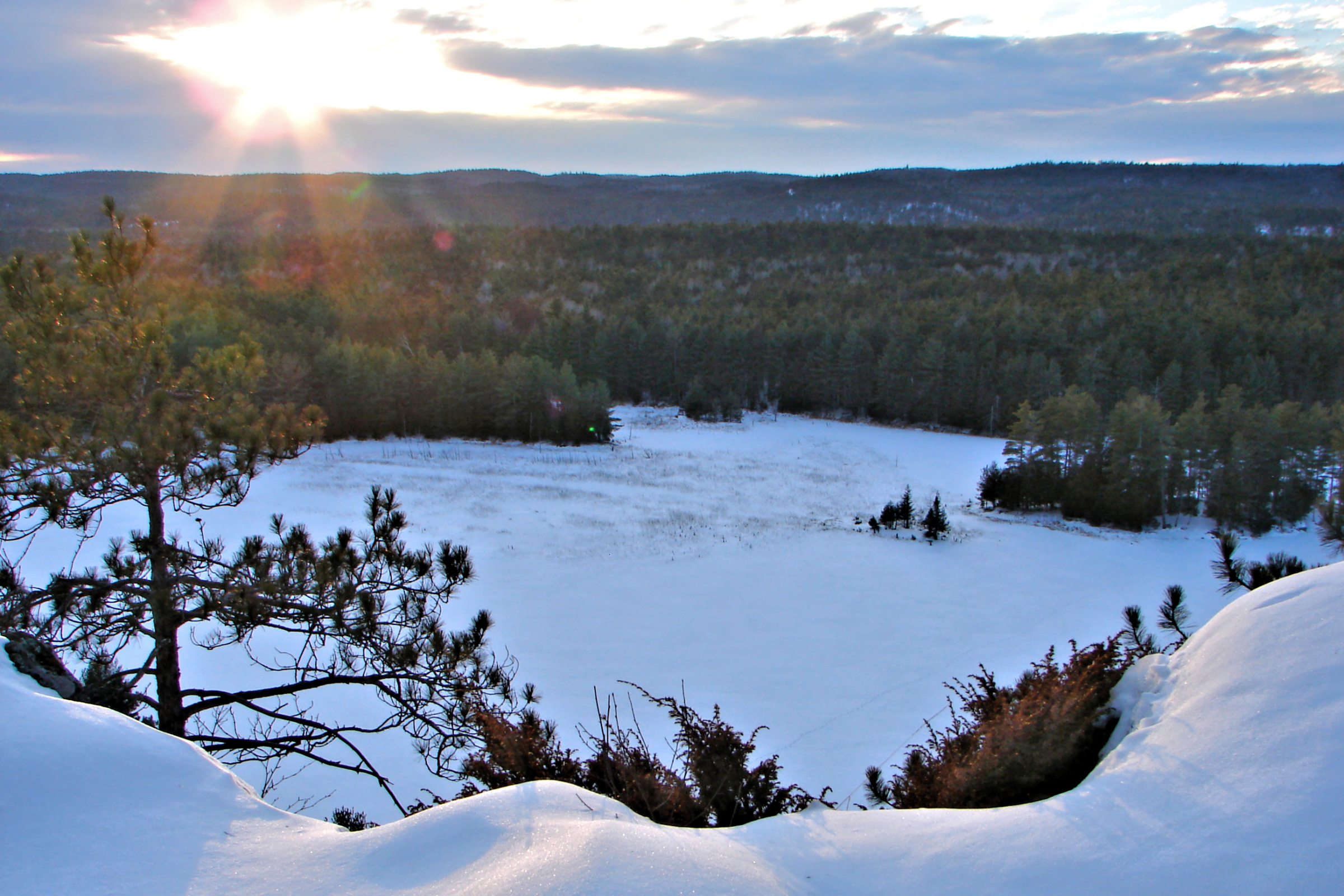
Lago Oakhill

A Reserva Natural Provincial do Lago Centenário é uma área protegida provincial localizada no município de Greater Madawaska, no Condado de Renfrew, no leste de Ontário, Canadá. A reserva de 530 hectares foi criada em 1989 e é operada pela Ontario Parks. A maioria do parque é uma secção de terra ao norte do lago Black Donald, no afluente da ribeira Black Donald; o resto é uma ilha maior e partes de três ilhas menores no próprio lago.